# Bhupendra Patel

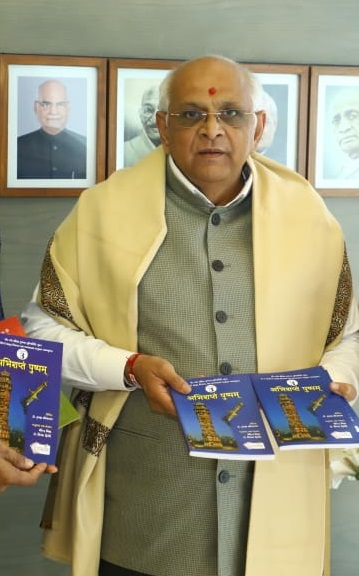
Bhupendra Patel am 18. September 2021 bei der Vorstellung eines Sanskrit-Buchs

Bhupendra Patel (Gujarati ભૂપેન્દ્ર પટેલ; * 15. Juli 1962 in Ahmedabad, Indien) ist ein indischer Politiker. Seit dem 13. September 2021 ist er Chief Minister des Bundesstaats Gujarat.

## Biografie
Patel wurde in Ahmedabad (Gujarat) geboren und wuchs dort auf. Seine Familie entstammt der Kaste der Kadva Patel (auch Kadava Patidar u. a.), einer Kaste landbesitzender mittlerer Bauern aus dem Norden Gujarats. Er studierte Bauingenieurwesen am staatlichen Polytechnikum in Ahmedabad, wo er 1982 einen Diplomabschluss erlangte.
Ab 2010 wurde er kommunalpolitisch aktiv und war 2010 bis 2015 Stadtrat in Thaltej, einem Vorort von Ahmedabad. 2015 bis 2017 amtierte er als Vorsitzender der Ahmedabad Urban Development Authority (AUDA), der städtischen Entwicklungsbehörde von Ahmedabad. Bei der Wahl zum Parlament von Gujarat 2017 war er Kandidat der BJP im Wahlkreis 41-Ghatlodia. Den Wahlkreis gewann er mit 72 % der abgegebenen Stimmen. Der Wahlkreis liegt innerhalb des Lok-Sabha-Wahlkreises 6-Gandhinagar des einflussreichen Innenministers und ehemaligen BJP-Parteivorsitzenden Amit Shah.
Am 11. September 2021 erklärte für die Öffentlichkeit überraschend der amtierende Chief Minister von Gujarat Vijay Rupani seinen Rücktritt. Politische Beobachter mutmaßten, dass die BJP-Parteistrategen in Delhi ihn zum Rücktritt gedrängt hatten, da die Aussichten für die BJP bei der im Folgejahr anstehenden Wahl zum Parlament von Gujarat sonst ungünstig seien. Am 12. September 2021 wurde ebenso überraschend bekannt gegeben, dass Bhupendra Patel Rupanis Nachfolger werden solle. Patel hatte nicht zu den Personen gehört, die als potenzielle Nachfolgekandidaten galten. Zum Zeitpunkt seiner Nominierung hatte er noch nie ein Ministeramt bekleidet und war erst seit einer Legislaturperiode Parlamentsabgeordneter. Auch seine eigene Familie zeigte sich von der Nominierung vollständig überrascht. Am 13. September 2021 wurde er als Chief Minister vereidigt. Politische Analysten spekulierten, dass die BJP-Führung mit dieser Personalentscheidung den Forderungen der Patidar-Kaste nach verstärkter personeller Repräsentation entgegenkommen wollte.
Bei der Parlamentswahl in Gujarat am 1. und 5. Dezember 2022 gewann die BJP mit 52,5 % der Stimmen mehr als vier Fünftel der Wahlkreismandate. Nach diesem Erdrutschsieg wurde Patel auf einer Sitzung der regionalen BJP-Parteiorganisation in Gandhinagar am 10. Dezember 2022 einstimmig als BJP-Fraktionsvorsitzender im Parlament von Gujarat bestätigt. Auf der Treffen waren auch Rajnath Singh, B. S. Yeddyurappa und Arjun Munda als Vertreter der zentralen BJP-Parteiorganisation anwesend.
Bhupendra Patel ist seit längerem mit der hindunationalistischen Kaderorganisation Rashtriya Swayamsevak Sangh (RSS) verbunden. Ihm werden enge Verbindungen zur früheren Chiefministerin Anandiben Patel nachgesagt, die früher ebenfalls Abgeordnete für den Wahlkreis 41-Ghatlodia war und zum Zeitpunkt seiner Amtseinführung als Gouverneurin von Uttar Pradesh amtierte.